# Salles (Gironde)

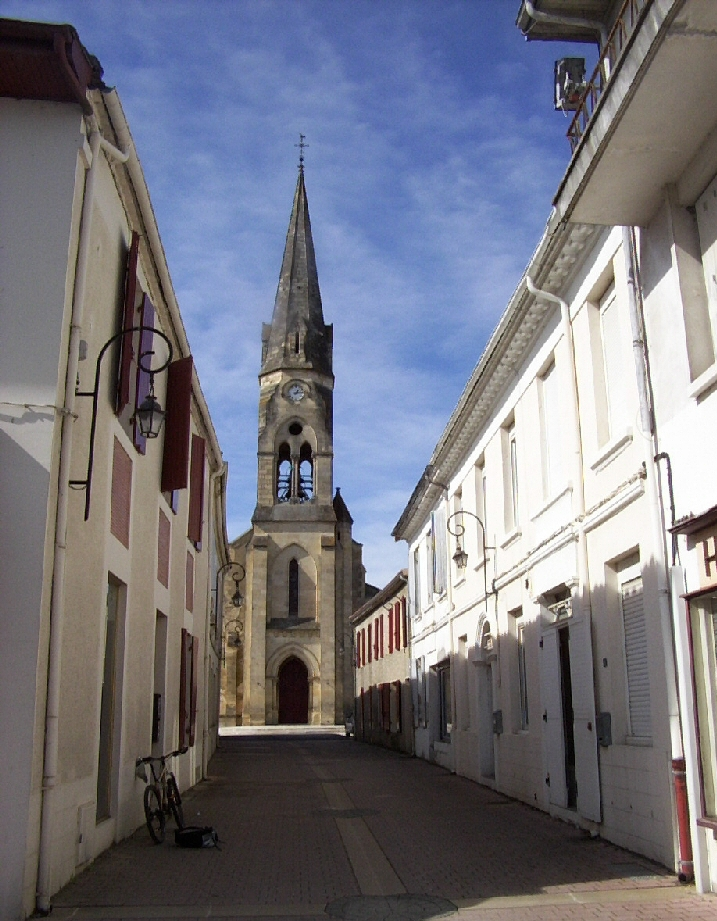
Kirche in Salles

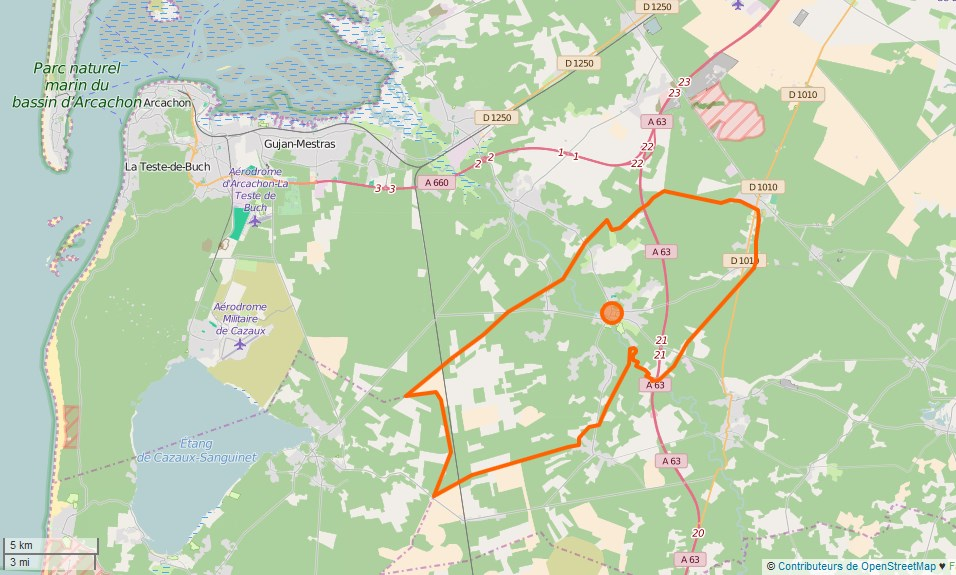
Gemeindegrenzen von Salles (Gironde)

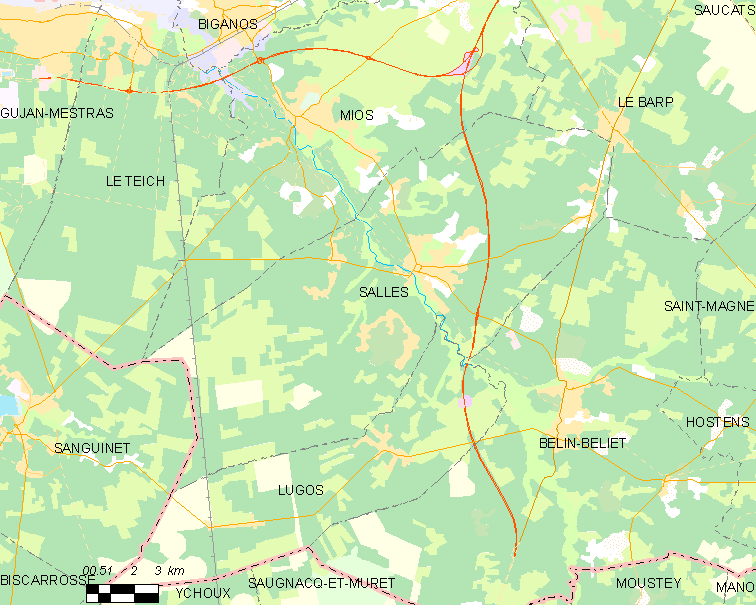
Umgebungskarte von Salles (Gironde)

Salles ist eine französische Kleinstadt mit 8128 Einwohnern (Stand 1. Januar 2022) im Département Gironde in der Region Nouvelle-Aquitaine. Sie gehört zum Kanton Les Landes des Graves.

## Geografie
Salles liegt im Süden der Gironde im Regionalen Naturpark Landes de Gascogne im Tal der Eyre (Val d’Eyre), etwa 50 Kilometer südwestlich von Bordeaux und 15 Kilometer südöstlich des Bassin d’Arcachon, einer Bucht des Atlantischen Ozeans. Um den Ortskern sind verschiedene kleine Weiler und „Viertel“ (quartiers) angeordnet. Die wichtigsten Viertel sind Lavignolle im Nordosten, Le Caplanne im Westen, Bilos im Südwesten und Lanot im Süden. 90 Prozent des Gemeindegebiets sind bewaldet.

## Geschichte
Archäologische Funde am Ufer der Eyre beweisen die Präsenz von Menschen in der Region in urgeschichtlicher Zeit. In gallo-römischer Zeit (1. Jahrhundert v. Chr. bis 5. Jahrhundert) wurde Salles Salomacum (Salzmarkt) genannt. Salomacum lag an einer wichtigen Römerstraße, die von Roncesvalles (Summus Pyrenaeus) in Spanien nach Kembs (Cambete) im Elsass führte.
| Bevölkerungsentwicklung | Bevölkerungsentwicklung | Bevölkerungsentwicklung | Bevölkerungsentwicklung | Bevölkerungsentwicklung | Bevölkerungsentwicklung | Bevölkerungsentwicklung | Bevölkerungsentwicklung |      |
| ----------------------- | ----------------------- | ----------------------- | ----------------------- | ----------------------- | ----------------------- | ----------------------- | ----------------------- | ---- |
| Jahr                    | 1962                    | 1968                    | 1975                    | 1982                    | 1990                    | 1999                    | 2009                    | 2017 |
| Einwohner               | 2759                    | 2916                    | 3275                    | 3645                    | 3957                    | 4487                    | 6044                    | 7028 |

## Sehenswürdigkeiten
Das Schloss Salles wurde im 17. Jahrhundert erbaut und im 19. Jahrhundert restauriert. Es befindet sich im Privatbesitz und dient heute als Hotel.
Die Kirche von Salles wurde im 19. Jahrhundert anstelle einer ursprünglichen älteren Kapelle erbaut.

## Wirtschaft
1902 wurde ein Werk zur Destillation von Harz der See-Kiefer und Herstellung von Kolophonium errichtet. Das Werk gehörte im Jahr 1925 dem damaligen Bürgermeister Albert Brun. Das Werk arbeitete bis 1960. Heute sind die Gebäude in schlechtem Zustand.
Eine ursprüngliche Moulin de Dubern (Mühle von Dubern) wurde im 15. Jahrhundert erbaut. An gleicher Stelle wurde im 18. Jahrhundert eine neue Getreidemühle mit dem Namen Moulin de Menespher gebaut. Die heutige Moulin de Dubern gehörte seit dem Beginn des 20. Jahrhunderts der Familie Dufaure, die sie 1930 in einen modernen Mühlenbetrieb verwandelten. Weitere Neuerungen wurden in den Jahren 1948 und 1960 durchgeführt. 1989 wurde ein neuer Mühlenbetrieb neben dem alten errichtet und der Betrieb hatte vier Mitarbeiter. Das Werk besteht heute noch.
Im Jahr 1890 wurde ein forstwirtschaftlicher Betrieb mit angeschlossenem Sägewerk eingerichtet. Das Sägewerk Courbin wurde 1920 um eine Werkhalle zur Herstellung von Kisten zur Verpackung von Lebensmitteln erweitert. Nach einem Brand im Jahr 1956 wurde das Werk wieder aufgebaut und 1957 vergrößert. Seit 1985 beliefert das Werk Firmen in ganz Frankreich und der Europäischen Wirtschaftsgemeinschaft. 1989 beschäftigte das Werk, das auch heute noch besteht, 50 Arbeitnehmer.